# 고라 그라도바

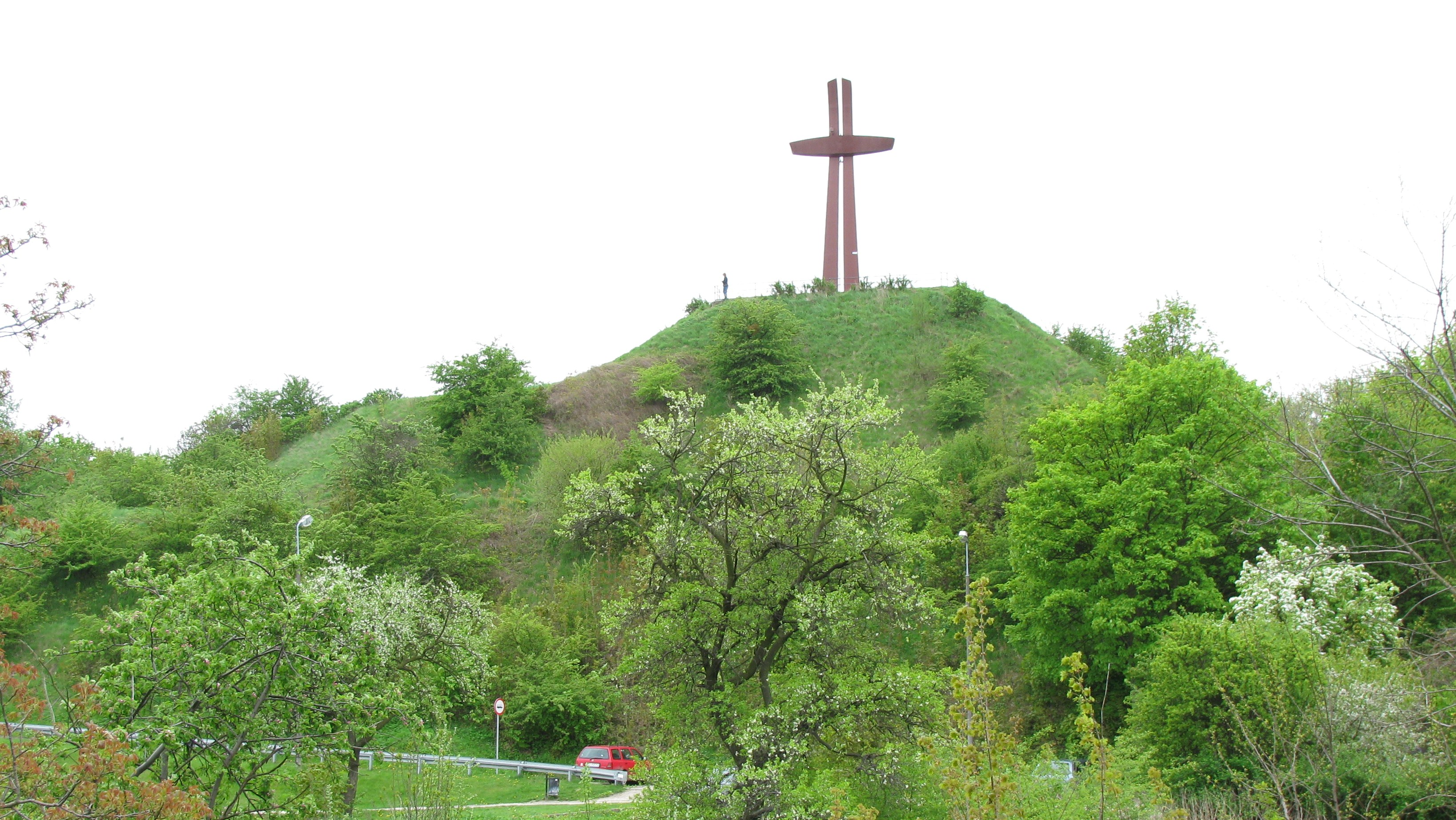
고라 그라도바

고라 그라도바(폴란드어: Góra Gradowa)는 폴란드 포모제주 그단스크에 해발 46m 높이의 언덕이다. 꼭대기에는 예루살렘 요새가 있었다. 2000년에 십자가가 언덕 꼭대기에 세워졌다. 밤에는 조명이 켜지며, 십자가 밑에는 성경의 인용문이 적힌 명판이 있다.